# アンドレア・ドーリア
アンドレア・ドーリア （Andrea Doria または D'Oria、1466年11月30日 - 1560年11月25日）は、イタリア・ルネサンス期の軍人。コンドッティエーレ。ジェノヴァ共和国の名家ドーリア家の出身。1522年にフランス海軍へ入り活躍するものの、1528年以降は神聖ローマ帝国（スペイン）に雇われ海軍提督になる。1535年のチュニスでの海戦ではオスマン帝国海軍に勝利したものの、1538年のプレヴェザの海戦においては敗北した。以後も海軍提督として活躍したが、オスマン帝国から主導権を取り戻すことは出来なかった。当時としては非常に長命で、80代以降もバルバリア海賊駆逐のため現役として活躍していた。